# Jan Sloots
Johannes Hermanus Marie (Jan) Sloots (Geffen, 1 juli 1928 - Helmond, 17 november 2007) was een Nederlands dichter en kunstschilder.

## Zijn jeugd
Jan Sloots werd geboren te Geffen in de gemeente Oss in de Nederlandse provincie Noord-Brabant als zoon van het hoofd van de dorpsschool, Arnold Sloots. Hij bezocht de lagere school, het kleinseminarie te Sint-Oedenrode en het grootseminarie te Valkenburg. Hij studeerde theologie en biologie. Uiteindelijk kwam hij in Deurne terecht.
Sloots was gehuwd en had een zoon, een dochter en twee kleinkinderen.

## Sloots als schilder
Sloots startte op zijn twaalfde met schilderen. Hij werd daarbij gestimuleerd door zijn moeder Lena Sloots-van Miert. Het eiland Formentera was een van zijn belangrijkste thema's. Hij produceerde ruim 800 schilderijen.

## Sloots als dichter
Pas na zijn vijftigste nam Sloots de pen ter hand. Toen hij op een dag op Formentera niet kon beschikken over verf, schreef hij zijn eerste gedicht op het strand. Landschappen waren een belangrijk thema in zijn poëzie. Uiteindelijk verschenen 34 dichtbundels van zijn hand.